# Anastrophyllum macrophyllum
Anastrophyllum macrophyllum là một loài rêu trong họ Anastrophyllaceae. Loài này được Ångström Stephani mô tả khoa học đầu tiên năm 1897.